# Gonomyia perreducta
Gonomyia perreducta är en tvåvingeart som beskrevs av Alexander 1934. Gonomyia perreducta ingår i släktet Gonomyia och familjen småharkrankar. Inga underarter finns listade i Catalogue of Life.